# Samia (musicienne)
Pour les articles homonymes, voir Samia.
Samia Najimy Finnerty, née le 12 décembre 1996 venant de New York, est une auteure-compositrice et interprète américaine.

## Jeunesse
Finnerty est la fille de l'actrice Kathy Najimy et de l'acteur Dan Finnerty. Elle est d'origine libanaise du côté maternel,. Elle a étudié à l'École préparatoire de York, et est ensuite allé à La Nouvelle École, .

## Carrière
Avec sa performance dans The Wolves de Sarah DeLappe, Samia Finnerty a reçu le prix Obie 2017 du meilleur ensemble.
Elle a ensuite sorti une chanson nommée Is There Something in the Movies? en avril 2020.
Il s'ensuit en juin 2020 l'annonce de son premier album avec une nouvelle chanson intitulée Fit n Full,. Finnerty a sorti son premier album en 2020 intitulé The Baby qui a généré des critiques positives,,. Deux autres chansons de l'album, Big Wheel et Stellate, sont sorties en juillet 2020. 
Finnerty est apparue brièvement dans le film La Grande Traversée en 2020.
Elle participera en tant qu'invité spécial à l'étape européenne du Feral Joy Tour de Maggie Rogers en 2022.

## Discographie

### Albums studio
- Ode to Artifice (2019)
- The Baby (2020)
- The Baby Reimagined (2021)
- Honey (2023)

### Mini-album
- Scout (2021)